# Imantodes inornatus
Espèce
Synonymes
- Himantodes inornatus Boulenger, 1896

Statut de conservation UICN

 LC  : Préoccupation mineure
Imantodes inornatus  est une espèce de serpents de la famille des Dipsadidae.

## Répartition
Cette espèce se rencontre, :
- au Honduras ;
- au Nicaragua ;
- au Costa Rica ;
- au Panama ;
- dans l'ouest de la Colombie ;
- dans le nord-ouest de l'Équateur.

## Publication originale
- Boulenger, 1896 : Catalogue of the snakes in the British Museum. London, Taylor & Francis, vol. 3, p. 1-727 (texte intégral).